# Космос-1000
Космос-1000 — первый советский гражданский навигационный спутник, один из более чем 2400 советских ИСЗ, запущенных по программе «Космос». Как и остальные спутники системы «Цикада», вещал на двух частотах в УКВ-диапазоне и позволял определять координаты наземного приёмника с точностью порядка 100 м.
19 ноября 1978 года в Мирном был открыт посвящённый юбилейному запуску памятный обелиск, созданный майором Захарченко Ю. А.